# Strage di Las Vegas
La strage di Las Vegas è stata una sparatoria avvenuta a Paradise, negli Stati Uniti d'America, la sera del 1º ottobre 2017, durante un concerto fra le strade di Las Vegas Strip, in cui hanno perso la vita 61 persone (incluso il killer) e ne sono rimaste ferite altre 851. Si tratta della più grave sparatoria nella storia degli Stati Uniti, superando per numero di vittime anche la strage di Orlando del 2016 e il massacro del Virginia Tech del 2007.
L'autore della strage è stato Stephen Paddock, un uomo di 64 anni, il quale, con l'utilizzo di ben 23 armi da fuoco in tutto, tra cui svariati fucili d'assalto, ha sparato sulla folla da due finestre del 32º piano del Mandalay Bay Hotel. Al termine della sparatoria, Paddock si è tolto la vita con un colpo di pistola all'interno della stanza in cui si trovava.

## I fatti
Alle 22:05 del 1º ottobre 2017, sulla Las Vegas Strip si stava tenendo un concerto di musica country al quale assistevano oltre 22 000 persone. Durante l'esibizione del cantante Jason Aldean, l'attentatore ha iniziato a sparare in direzione della folla, da una finestra del 32º piano del Mandalay Bay Hotel. Molti dei presenti, udendo gli spari, hanno inizialmente creduto che si trattasse di fuochi d'artificio.
Circa due minuti dopo il termine dei colpi d'arma da fuoco, gli agenti della polizia sono giunti all'interno dell'hotel. Dopo aver localizzato e raggiunto la stanza dell'attentatore, gli agenti hanno rinvenuto al suo interno l'uomo senza vita, morto suicida. Nella stanza sono state ritrovate anche 23 armi da fuoco, tra pistole e fucili, tutte legalmente acquistate e detenute. Almeno 12 di queste armi erano dotate di un bump stock, un tipo di calcio che permette a un'arma semiautomatica di sparare come un'arma automatica. Alcune di queste armi erano dotate di mirini telescopici, bipiedi e caricatori ad alta capienza.
L'omicida è stato successivamente identificato come Stephen Paddock, sessantaquattrenne nato a Clinton, in Iowa, e che viveva a Mesquite. L'uomo aveva soggiornato all'interno dell'hotel per quattro giorni e portava con sé 21 valigie, all'interno delle quali aveva trasportato le armi da fuoco. Dopo i fatti, le autorità hanno confermato la morte di 59 persone, tra cui il killer, e il ferimento di altre 851 (422 delle quali colpite dai proiettili).
A seguito della sparatoria, alcune strade limitrofe all'attentato sono state chiuse in via precauzionale. Anche l'Aeroporto Internazionale McCarran è stato chiuso e vari voli sono stati cancellati sino alla ripresa delle operazioni aeroportuali il giorno seguente. In quello stesso giorno è stato inoltre dichiarato lo stato d'emergenza in tutta la contea di Clark.

## L'autore della strage
Stephen Craig Paddock era un ex uomo d'affari e imprenditore immobiliare nato a Clinton, in Iowa, ma risiedente in una comunità per pensionati a Mesquite, in Nevada, a 82 miglia dal luogo della strage. Aveva divorziato due volte ed era al momento fidanzato; non aveva figli conosciuti. Il padre, Benjamin Paddock, rapinatore di banche, era stato tra i maggiori ricercati dall'FBI dal 1969 al 1977.
Paddock era un assiduo frequentatore dei casinò e infatti era una figura familiare ai direttori degli stessi; era solito giocare ingenti somme ma, preferendo giocare in solitaria ai video poker, non era conosciuto dagli altri giocatori d'azzardo. Era anche un bevitore. Negli ultimi due anni aveva perso molti soldi, ma aveva comunque continuato a frequentare i casinò. La polizia ha accertato che Paddock aveva pagato tutti i debiti di gioco prima della strage.
Non è stato rilevato nessun legame con gruppi d'odio o terroristici tra i suoi contatti, ed è stato accertato che non aveva precedenti penali o che fosse considerato un uomo pericoloso. Tuttavia, secondo la polizia, il fatto che Paddock si fosse procurato un tale arsenale e che avesse scelto una camera d'albergo perfetta per sparare sulla folla dimostra che il suo fu un gesto premeditato e ben studiato, benché il movente di tale azione sia rimasto sconosciuto.

## Le vittime
Delle 58 persone morte nella strage (escluso Paddock), 36 erano donne e 22 erano uomini e provenivano da svariati stati americani, tra cui 3 dal Nevada, 35 dalla California e 4 anche dal Canada. La vittima più vecchia aveva 67 anni, mentre quella più giovane 20. Al momento dei fatti tutte le vittime ed i feriti sono stati trasferiti d'urgenza ai principali ospedali e centri medici dell'area di Las Vegas come lo University Medical Center of Southern Nevada, il Sunrise Hospital & Medical Center e il Valley Hospital Medical Center.
Una donna di 57 anni, rimasta paralizzata nella sparatoria, morì il 15 novembre 2019, due anni dopo i tragici eventi, e un'altra donna di 49 anni morì il 26 maggio 2020 a seguito di complicazioni dovute ad un colpo di arma da fuoco alla gamba sparato dall'assalitore, portando così il numero totale delle vittime a 60 (escludendo il killer).

## Reazioni
- Jason Aldean, dopo essere stato allontanato dal palco durante la sparatoria, ha in seguito commentato tramite il suo profilo Instagram tutto il suo dolore, notando come fortunatamente tutto lo staff impiegato nel concerto sia riuscito a salvarsi. Anche le altre star della musica Taylor Swift, Lady Gaga, Britney Spears, Jennifer Lopez e Rihanna hanno espresso la loro solidarietà.[14]
- Il governatore del Nevada Brian Sandoval ha espresso il suo dolore a tutto il popolo del Nevada, affermando come si trattasse di "Un atto tragico e violento che ha scosso la famiglia Nevada".
- Il presidente degli Stati Uniti Donald Trump si è recato tre giorni dopo a Las Vegas, visitando un centro medico universitario presso cui ha letto un discorso di elogio per il personale ospedaliero, la polizia, i paramedici e in ricordo delle vittime dell'attacco affermando in un pezzo: "Il dipartimento di polizia ha fatto un lavoro così incredibile, e parleremo delle leggi sulle armi da fuoco con il passare del tempo" , spiegando così la sua intenzione di lasciare perdere per il momento la questione del troppo commercio delle armi da fuoco negli Stati Uniti, sul cui fatto Trump manteneva una posizione rigidamente conservatrice e favorevole al libero commercio. Riguardo a Paddock invece Trump ha dichiarato che fosse "un individuo molto malato" e "un uomo demente, con un sacco di problemi".[15]
- Eminem nel suo brano Darkness, uscito insieme al resto dell'album Music to Be Murdered By, cita chiaramente la strage di Las Vegas, oggetto del pezzo musicale. Nel suo brano Eminem chiede il "Gun Control", legge che porterebbe al controllo delle armi.[16]